# Viso di Vallanta
Il Viso di Vallanta, noto anche come Dado di Viso o Dado di Vallanta, è una montagna delle Alpi Cozie, alta 3781. Si trova in territorio italiano, in provincia di Cuneo, nel gruppo del Monviso.

## Caratteristiche
È una vetta secondaria del gruppo del Monviso. Sorge sulla dorsale secondaria che, dalla vetta del Monviso, scende in direzione sud-ovest verso la punta Caprera e le rocce di Viso, per poi digradare nel vallone di Vallanta. Dal Monviso, la cresta scende verso i torrioni Sari, fino ad un colletto a quota 3711 m, da cui sale poi la cresta nord-est del Viso di Vallanta. La prominenza della montagna risulta così essere di soli 70 m.
È costituita da una grossa sporgenza di aspetto cubico, molto caratteristico, da cui deriva il termine "dado". Non è visibile dal versante nord e dalla pianura torinese, mentre è ben visibile dalla pianura cuneese.
Dal punto di vista geologico, la montagna, come tutto il massiccio di cui fa parte, appartiene alla serie a facies piemontese del Trias-Giura (zona delle pietre verdi di Gastaldi): in particolare, è costituita da rocce eruttive effusive (prasiniti, anfiboliti, eclogiti) anche parzialmente metamorfosate, e da metamorfiti (metagabbri, metaporfiriti e metadiabasi).

## Alpinismo

### Prime ascensioni
La prima ascensione assoluta del Viso di Vallanta fu effettuata il 7 settembre 1891 dalle guide Claudio e Giuseppe Perotti, della valle Po, con gli alpinisti Paolo Gastaldi e Vittorio Giordana.
Nel 1901 gli stessi Perotti, con Ubaldo Valbusa, salgono per primi lungo la parete nord-ovest; nel 1903 la stessa squadra, cui si aggiunge V. Casana, sale la cresta sud-est dal Colletto Ticino. La cresta ovest è salita nel 1919 da Angelo Pensa, sempre accompagnato dai Perotti; lo stesso trio sale la cresta nord-est nel 1920. Il 17 agosto 1929 Franco Falchi superò in prima assoluta solitaria lo spigolo nord-ovest. La parete ovest fu superata da Giuseppe Gagliardone e Mario Girello l'11 agosto 1935.
La prima salita invernale fu effettuata solo il 20 marzo 1948 da Emanuele Andreis e Giorgio Codri, che salirono per la cresta sud-est-
In tempi recenti, di particolare rilievo è la via Vallantetic, aperta nel 1985 da Gian Carlo Grassi con i francesi Bozonnet, Carlon e Pailler: si tratta di una big wall di 900 m, aperta dal basso, con una difficoltà valutata in TD.

### Ascensione alla vetta
L'ascensione per la via normale, aperta nel 1891, presenta difficoltà di tipo alpinistico. Il Berutto () parla di passaggi di II grado, mentre il Parodi () parla di III grado.
Punti di appoggio per la salita sono il bivacco Berardo ed il bivacco Boarelli; da qui si raggiunge la morena terminale del ghiacciaio di Viso, che si risale fino alla base della parete. Da qui si risale con facile arrampicata su roccia piuttosto franosa, fino alla vetta.

### Punti di appoggio
- In quota:
  - Bivacco Berardo
  - Bivacco Boarelli
- A valle:
  - Rifugio Vallanta
  - Rifugio Alevè

### Cartografia
- Cartografia ufficiale IGM scala 1:25.000 e 1:100.000, consultabile sul Portale Cartografico Nazionale
- Istituto Geografico Centrale, Carta dei sentieri scala 1:50.000 n.6 Monviso, e scala 1:25.000 n. 106 Monviso - Sampeyre - Bobbio Pellice
- Sistema Informativo Territoriale della Provincia di Cuneo, con base cartografica 1:10.000